# Sankt Niklausen
Sankt Niklausen (toponimo tedesco; già Sankt Niklausen uff Benken) è una frazione di 320 abitanti del comune svizzero di Kerns, nel Canton Obvaldo.

## Geografia fisica
Sankt Niklausen si trova sopra la gola dell'Aa di Melch.

## Monumenti e luoghi d'interesse
- Cappella cattolica di San Nicola di Mira, attestata dal 1357, ampliata alla fine del XIV secolo e ristrutturata nel 1703-1704, con ciclo di affreschi gotico e campanile del 1350[1];
- Casa del silenzio e dell'incontro delle suore domenicane di Betania[1].